# アレクサンドラ・スム
アレクサンドラ・スム (ラテン文字転写：Alexandra Soumm；ロシア語: Александра Сумм、1989年5月17日 - ) は、モスクワ出身のヴァイオリニスト。

## 経歴
1989年、モスクワで音楽家一家に生まれた。2歳の時に両親とともにフランスに移住。ヴァイオリンを5歳の時から父親の下で学び、7歳の時にウクライナで最初のコンサートを行った。
その後、ウィーンに移ってボリス・クシュニールに師事し、ウィーン音楽院とグラーツ国立音楽大学で学んだ。2004年にルツェルンで行われた若手音楽家のためのユーロヴィジョン・コンクールで優勝した。
その後はフランスに居住し、フランスを拠点に活動を行っている。2012年には友人と非営利団体“Esperanz Arts”を設立。